# 春日野さくら
春日野 さくら（かすがの さくら）は、カプコンの対戦型格闘ゲーム『ストリートファイター』シリーズに登場する架空の人物。

## 概要
『ストリートファイターZERO』（以下『ZERO』と表記）シリーズの2作目である『ストリートファイターZERO2』（以下『ZERO2』と表記）で追加された新キャラクターの1人。「セーラー服を着てブルマーを穿いた少女」という、それまでの格闘家然とした見た目が多かった一般的なカプコンの格闘ゲームのキャラクターたちとは一線を画すデザインが話題を呼んだ。
当初はそのキャラクター性に賛否両論（雑誌『ゲーメスト』内に一時連載されていた岡本吉起のコラムで、カプコン社内ですら相当揉めたことを語っている。最終的にはさくらのデザイン担当者が半ば強引に押し切る形で認めさせた）あったものの、次第に幅広いプレイヤーに支持されるようになり、ゲーム内外問わず様々な作品に登場する人気キャラクターへと成長していった。
後に正式なナンバリングタイトルである『ストリートファイターIV』（以下『ストIV』と表記）の家庭用版でも登場しており、作中のストーリー上は『ZERO』シリーズの時代から数年後という設定だが、かつてのイメージを尊重してセーラー服姿で登場している。『ストリートファイターV』（以下『ストV』と表記）ではデフォルトのコスチュームは勤務先のゲームセンターの制服姿で登場。『ストV』のさくらのデザインはBENGUSによるもので、これまでのさくらのイメージに合わせた制服になっている。
『ストリートファイターZERO』（以下『ZERO』と表記）シリーズの2作目である『ストリートファイターZERO2』（以下『ZERO2』と表記）で追加された新キャラクターの1人。「セーラー服を着てブルマーを穿いた少女」という、それまでの格闘家然とした見た目が多かった一般的なカプコンの格闘ゲームのキャラクターたちとは一線を画すデザインが話題を呼んだ。
当初はそのキャラクター性に賛否両論（雑誌『ゲーメスト』内に一時連載されていた岡本吉起のコラムで、カプコン社内ですら相当揉めたことを語っている。最終的にはさくらのデザイン担当者が半ば強引に押し切る形で認めさせた）あったものの、次第に幅広いプレイヤーに支持されるようになり、ゲーム内外問わず様々な作品に登場する人気キャラクターへと成長していった。
後に正式なナンバリングタイトルである『ストリートファイターIV』（以下『ストIV』と表記）の家庭用版でも登場しており、作中のストーリー上は『ZERO』シリーズの時代から数年後という設定だが、かつてのイメージを尊重してセーラー服姿で登場している。『ストリートファイターV』（以下『ストV』と表記）ではデフォルトのコスチュームは勤務先のゲームセンターの制服姿で登場。『ストV』のさくらのデザインはBENGUSによるもので、これまでのさくらのイメージに合わせた制服になっている。

## キャラクターの設定
世田谷区に住むごく普通の女子高生だったが、ある日偶然出会った「あのひと」の戦う姿に憧れ、もう一度出会うためにストリートファイトの世界に身を投じる。
「あのひと」とは『ストリートファイター』シリーズの主人公である隆（リュウ）のことであり、さくらもそれに似た技を用いる。設定上ではリュウの見よう見まねで、日夜トレーニングに励み、それらの技を修得したとされている。
外伝漫画『さくらがんばる!』（中平正彦著）では主人公を務める。リュウの同門に当たる火引弾（ダン）から技の基礎をレクチャーされたことになっている。だが、その性能はダンのそれよりも数段上であり、ダンの教えの賜物というよりはさくら自身の卓抜した格闘センスと努力によるところが大きいようである。最終話では時を経て学校の体育教師をしている姿が描かれていた。この時のさくらはジャージを羽織りスパッツを履いた姿である。高校の運動場で体育の授業を生徒たちに教えている最中に、普段着を着たケンと一緒に現れた赤い鉢巻を付け道着を着たリュウと波動拳を撃ち合い、互いの成長を確かめ合う姿が描かれた。ゲーム本編では体育教師になったとは公式設定されていないが、『Capcom Fighting Jam』でデミトリ・マキシモフの「ミッドナイトブリス」を受けるとこのときのジャージとスパッツ姿になる。なお『ストIV』の勝利メッセージに体育教師を将来の夢としていると語る場面があるほか、『スーパーストリートファイターIV』（以下『スパIV』と表記）のエンディングアニメーションでは前述のジャージ姿が見られる。
『ストリートファイターIII』（以下『ストIII』と表記）には登場しないが、開発スタッフによると社会人として活躍していて、スーツにハチマキ、両手にグローブ姿で携帯電話を片手に走り回っている。
『ストIV』の家庭用でも追加キャラクターとして登場するが、『ZERO』シリーズと同様に女子高生のままの格好で登場している。時系列的にみればさくらは既に高校は卒業しているはずであり、関連作品のアニメムービーでは「永遠の女子高生さん」 と呼ばれたり「本当に女子高生?」 と聞かれるシーンも存在するが、さくらは「ノーコメント」と答えている。『スパIV』では年齢と学年は公式見解では設定されていない。キャラクターデザインを担当したイケノは「あくまで僕の中での『ストIV』のさくらは、ダンとともに世界を回っていたため高校を留年しており、年齢的にはハタチを超えているものの現役の女子高生という設定だったが、さくらの設定はいつの間にか決まっていたので僕設定をプッシュできなかったことが心残り」と語っている。
『ストV』では、神月かりんやいぶきのストーリーでサブキャラクターとして登場している。また、本作の公式サイト「シャドルー格闘家研究所」の「キャラ図鑑」にてさくらの新たな個人プロフィールが明かされている。後にプレイアブルキャラクターとしての登場が決定し、衣装も変更された。この時さくらは高校を卒業しておりゲームセンターでアルバイトをしている。稼いだ給料は「自分らしい強さ」とは何かを探しながら世界を旅する費用にあてている。なお、本人のストーリーモードにて教師になるためアルバイトをしながら赴任先を探していることが判明した。また（かりんからの連絡で訪問して来た）リュウに自分の生き方について悩みを相談し、結論を「生命を未来に繋ぐこと」と見出すも、本人を前に「今すぐ（リュウとの）赤ちゃんが欲しいわけではない」と赤面しながら訂正する。ブランカのストーリーモードでは悪徳業者に騙されて大量の「ブランカちゃん人形」を作らされたブランカの相談にのってあげている。

## 他キャラクターとの関係
リュウ
前述したようにさくらはリュウに憧れを抱いており、「心の師匠」としてリュウを尊敬している。
登場初期や『ポケットファイター』などの一部の作品ではリュウに対して友達口調（いわゆるタメ口）で接していたが、それ以外の作品では基本的に敬称や敬語を用いている。また、リュウに対する想いが異性への恋愛感情であるかどうかはゲーム中では明言されていないが、漫画作品などではこれを強調して描かれることが多い。『ZERO2』の開発者インタビューではリュウに憧れるのは恋愛感情とは全く違うものであると説明されている。
リュウとの出会いについては、さくらが通学途中で見かけたのがきっかけとなっている。中平正彦の漫画『ストリートファイターZERO』の中では、リュウとベガの戦いに巻き込まれたさくらをリュウが助けるシーンが存在する。また、さくらはリュウの写真と使い捨てカメラを常に携帯している。
さくらが頭に巻いている白い鉢巻は『ZERO』時代のリュウが巻いていた鉢巻を真似たもので、後にリュウは鉢巻を赤いものに変えることになるが、さくらは白い鉢巻をつけ続けている。『ストV』では、さくらも『ストリートファイターII』（以下『ストII』と表記）などのリュウを意識した赤鉢巻に変更する。
神月かりん
初出は漫画『さくらがんばる!』のオリジナルキャラクター。後に『ストリートファイターZERO3』よりゲーム本編キャラクターとして逆輸入される。
さくらの同級生であり、神月財閥の令嬢。さくらがストリートファイトで人生初の敗北をかりんに味わわせたのが原因で一方的にライバル視されており、彼女と普通の友人同士として接し合いたいと思っているさくらからはそのことを少々迷惑がられている。
かりんはライバルであるさくらを意識して制服姿で闘いに身を投じている。ゲーム版での色はさくらの白いセーラー服&青いスカートに対してかりんのものは赤となっており、これはリュウとケンの道着の色になぞらえたライバル関係を表している。
千歳ケイ
身長は155cm。体重は41kg。血液型はO型。誕生日は3月15日。出身国は日本。好きな物はかっこいい男の子。嫌いな物は絶叫系アトラクション。
さくらの同級生で親友。茶色のロングヘアーにヘアバンドをつけている。ゲーム本編では『ZERO2』のエンディングや『マーヴルVS.』シリーズなどに登場する。名前が明かされたのは『ZERO2』のさくらのバックストーリーから。
さくらとは異なり格闘技に興味はなく、至って普通の女子高生である。好奇心旺盛なさくらの行動にいつも手を焼かされており、以前からさくらの奇行には若干呆れつつ振り回されていたが、さくらがストリートファイトに興味を持ち始めてからさらにそれが顕著になった。ストリートファイトにより約束をすっぽかされることも多い。
漫画『さくらがんばる!』やドラマCD『私立ジャスティス学園 ドラマアルバム 〜ねらわれた太陽学園 熱血死闘編〜』では美形好きという設定であり、後者では「男の子の顔を覚えるのに関しては驚異的な能力がある」とされている他、さくらを通じて若葉ひなたとも友人関係になっている。
ドラマCD『ストリートファイターZERO2外伝 さくら・もっとも危ない女子高生』と『ストリートファイターZERO2 外伝2 さくら・もっとも危ない文化祭』のみ、名前が「美咲ケイ（みさき ケイ）」に変わっている。
『ストV』の公式サイト「シャドルー格闘家研究所」の「キャラ図鑑」にて個人プロフィールが明かされている。ここでは一度会った人の顔と名前は絶対に忘れない驚異的な記憶力の持ち主であることと、タコ型宇宙人のグッズをコレクションにしていることが語られている。
- 担当声優
  - 長沢美樹（ドラマCD『ストリートファイターZERO2外伝』シリーズ、OVA『ストリートファイターZERO - THE ANIMATION -』）
  - 村井かずさ（ドラマCD『ストリートファイターZERO3 ドラマアルバム』）
  - 田村ゆかり（ドラマCD『私立ジャスティス学園 ドラマアルバム 〜ねらわれた太陽学園 熱血死闘編〜』）

春日野つくし
身長は159cm、体重は49kg。誕生日は3月29日、好きな物はTVゲームとプラモデル。嫌いな物はうめぼし。
さくらの弟で、ゲーム好きの少年。ゲーム本編では『ZERO2』のさくらステージの背景キャラクターとして登場し、自宅でゲームをやっている。超格闘RPG『龍拳剛記』シリーズに夢中になっており、『ストV』の公式サイト「シャドルー格闘家研究所」の「キャラ図鑑」のプロフィール では絵画の才能があり、学校で賞を取ったことがあることが語られている。
その他
- 明るく人懐っこい性格で基本的に誰とでも仲良くなれる。『私立ジャスティス学園』の設定では、太陽学園の若葉ひなたがさくらのストリートファイトを喧嘩と勘違いして仲裁に入ったことがきっかけで、ひなた、そしてその親友である五輪高校の鮎原夏とも仲良しになり、3人とも高校が違うのにもかかわらず、下校時に一緒につるんでケーキ屋「デルフォンヌ」でよくケーキを食べている[20]。『私立ジャスティス学園』で彼女たちと共に連続誘拐事件の解決に協力したことにより、『NAMCO x CAPCOM』の設定ではジャスティス学園教師の島津英雄と水無月響子とはすでに面識がある。他には『ヴァンパイア』シリーズのフェリシアと仲良くなっている。
- 『ZERO3』では、ダン、ブランカ、かりん、ディージェイと闘う時は少々やりにくそうな素振りを見せる。
- 他メーカーのキャラクターでは、SNKとのクロスオーバーに登場する草薙京やユリ・サカザキ、麻宮アテナ[21] と仲が良く、他人の技に興味を持つことが多い。さらに『NAMCO x CAPCOM』ではワンダーモモのファンという設定がなされている。
- 『ストリートファイター X 鉄拳』（以下『ストクロ』と表記）ではブランカと共に「格闘戦士ボコリマン」のファンであるという設定が追加され、ラース・アレクサンダーソンをボコリマンと勘違いして戦いを挑む。『ストV』のブランカのアーケードモードのエンディングでは2人でボコリマンの番組を見ており、ボコリマンの髪型がラースとまったく同じだった。

## キャラクターの特徴
リュウに憧れていることから、リュウとよく似た技を使うがいずれの技も独自のオリジナル技としてアレンジが加えられている。唯一、「波動拳」のみリュウと同じ技を使用しているものの、リュウのものと比べると性能が劣る、もしくは技の性質自体が異なる場合が多い。
挑発で相手に向かって指を差して笑うが、一部作品ではこの指先にわずかながら攻撃判定がある。

## 技の解説

### 通常技
作品によって若干差異はあるが、ここでは『ZERO』シリーズでの技名称を掲載。なお「ZERO3」以前での立ち状態の遠近およびジャンプ状態の垂斜の区別はない。
| 操作     | 立ち（近距離）                      | 立ち（遠距離）                        | しゃがみ         | ジャンプ               |
| -------- | ----------------------------------- | ------------------------------------- | ---------------- | ---------------------- |
| 弱パンチ | ジャブ                              | ジャブ                                | しゃがみジャブ   | ジャンピング掌底       |
| 中パンチ | ストレート(※1) / 肘打ち(※2)         | ストレート                            | ゲンコツスタンプ | ジャンピングストレート |
| 強パンチ | 振り子アッパー                      | 振り子アッパー(※1) / ロングパンチ(※2) | ガッツアッパー   | 馬とびパンチ           |
| 弱キック | ミドルキック(※1) / ローキック(※2)   | ミドルキック(※1) / ローキック(※2)     | 様子見キック     | 跳び蹴り               |
| 中キック | アゴはね蹴り(※1) / バックキック(※2) | アゴはね蹴り(※1) / バックキック(※2)   | ガッツキック     | ハイスクールキック     |
| 強キック | 一文字蹴り(※1) / アゴはね蹴り(※2)   | 一文字蹴り                            | 回転足払い       | さくらキック           |

※1 『ZERO2』、『ZERO2 ALPHA』および『MSH VS. SF』まで
※2 『ZERO3』以降

### Vシステム
フラワースピン
Vリバーサル。回転しながら地面を這う足払い。
フラワーサイドキック
Vシフトブレイク。

#### Vトリガー
春嵐〔はるあらし〕[I]
両腕に波動の気を纏う。「波動拳」と「天仰波動拳」が強化され、「萌芽掌」が必殺技に追加される。
桜旋風〔さくらせんぷう〕[II]
両腕と両足に波動の気を纏う。「咲桜拳」と「春風脚」の性能が強化される。

#### Vスキル
春風〔はるかぜ〕[I]
斜め上へジャンプする移動技。飛び上がり時に攻撃判定はないが、相手を飛び越さないため派生攻撃を空振りすることがない。
動作中は「さくら落とし」「桜華脚」「花信風」に派生できる。
さくら落とし〔さくらおとし〕
ダブルチョップを相手に打ち込む。追加入力をすることで最大三連続となる。
桜華脚〔おうかきゃく〕
空中で一回転し、両脚で急降下蹴りを繰り出す。
花信風〔かしんふう〕
空中から相手の頭を掴んで、両脚で蹴り飛ばす。地上の相手にのみ有効な投げ技。
春疾風〔はるはやて〕[II]
前転する移動技。動作中にボタンをホールドすると膝蹴りに派生し、ヒット後は「咲桜拳」で追撃可能。

### 投げ技
さくら絞め
相手の背後に回り込み、チョークスリーパーのような絞め攻撃を数回したあと、肘打ちで相手をダウンさせる。レバー回転+ボタン連打で絞め技の回数を増加可能。
セーラーシュート
相手を掴んだ後、両足で蹴り飛ばす。『ZERO2』では遠くまで飛ばせるので、相手と間合いを離すことができるが、投げた後の硬直時間は長い。『ストIV』では翻って相手の背後を取った後に巴投げの要領で行う。
セーラーフライ / 空中投げ
『ZERO3』では「セーラーシュート」の空中投げ版として使用。『ストV』では両足で蹴り飛ばす。『MARVEL VS.』シリーズでの名称は「空中投げ」。
跳馬投げ
『ストIV』における後方投げで、馬跳びで飛び越えた相手を後方へ蹴り飛ばす。
花風〔はなかぜ〕
『ストV』の前方投げで、相手を掴むと柔道の体落で相手を投げ落とす。
さくら背負い〔さくらせおい〕
『ストV』の後方投げ。片腕を掴み、姿勢を低くしながらの背負い投げ。
拳骨キック
『私立ジャスティス学園』における通常投げ。
マウントパンチ
『私立ジャスティス学園』における対しゃがみ投げ。
ジャーマン・スープレックス
『私立ジャスティス学園』における裏周り投げ。
地獄風車
『私立ジャスティス学園』における空中投げ。
ぐりぐりさくら締め
『ポケットファイター』の通常投げ。相手の背後に回りこみ、両手の拳骨で相手のこめかみにぐりぐり攻撃（通称:梅干）を数回したあと、噛み付き攻撃をお見舞いする。
キャプテンショット
『ポケットファイター』のコマンド投げ。相手を空高く放り投げる。
バニーヒッププレス
『ポケットファイター』のコマンド投げ。相手を掴んだ後でバニーガールに変身して、一回転してお尻で相手を弾き飛ばす。
幸せ落とし
『ポケットファイター』の魅惑の空中投げ。空中で相手を捕らえ、さくらのお尻の下に敷いた状態で落下して地面に叩きつける。
技後にさくらが恥ずかしがる動作をするほか、受けた相手が恍惚の表情を見せるのが特徴（ダメージはある）。

### 特殊技
フラワーキック
足を大きく開くようにして上段から振り下ろす、しゃがみガード不能の中段属性技。
『ストリートファイターEX』（以下『ストEX』と表記）シリーズではガードブレイクおよびハードアタックになっている。
鎖骨割り〔さこつわり〕
『私立ジャスティス学園』でのみ使う中段技で、リュウの使う同名の技とほぼ同じ。
スクーターショック
『ポケットファイター』のダッシュパンチ。ヘルメットを被ってスクーターに乗り、そのまま相手に突っ込む。
フラワースライディング
『ポケットファイター』のダッシュキック。サッカー選手の衣装を着て相手の足元にスライディングする。
振り子アッパー
『ウルトラストリートファイターIV』（以下『ウルIV』と表記）のオメガエディションと『ストV』で使用する。従来作での近距離立ち強パンチが特殊技に昇華したもの。通常では性能は同じだが、カウンターヒットすると相手が高く吹っ飛ぶ。
顎撥ね蹴り〔あごはねけり〕
体幹はそのまま、足をほぼ真上まで振り上げる。『ZERO2』（『ZERO2 ALPHA』も同様）での立ち中キックおよび『ZERO3』での近距離立ち強キック。

### 必殺技
波動拳〔はどうけん〕
リュウが使用するのと同名の技で、前方に気の飛び道具を放つ。『ZERO2』では、弱、中、強の違いは射程距離。対戦では通常の「波動拳」を放つと思わせ、飛び込みのタイミングを狂わせる使い方が有効。発射までの隙が大きいが、ボタンを押した回数で威力が3段階に上昇する。
リュウと比べると発射するまでの隙が大きく、弾のサイズが小さかったり、画面端まで届く前に消えてしまったりと性能的に劣る場合が多いが、作品によっては溜め撃ちが可能など、独自の長所も存在する。
溜め撃ちができる作品では、コマンド成立後にボタンを連打したり押しっぱなしにすることで力を溜め、大きな「波動拳」を出すこともできるが、それに反比例して射程はさらに短くなる。ただし、『ポケットファイター』ではレベルアップ対応必殺技（赤）で、レベルアップと共に弾のサイズ・飛距離ともに大きくなる（最大サイズでは「竜巻旋風脚」で飛び越すことができなくなる）。
『ストV』ではVトリガー[I]発動中は溜めなくても2ヒットする性能に強化され、溜め撃ちすると3ヒットになる。また技後の隙が小さく、ヒット時は相手を吹き飛ばすため特定の必殺技で追撃ができる。
『ストリートファイターZERO ファイターズ ジェネレーション』に収録された『ハイパーストリートファイターZERO』（以下『ハイパーZERO』と表記）における隠しS-ISM・SHADALOO-A（以下「赤S-ISM」と表記）では溜め操作ではなくなり、大きさは一定のまま弱中強の順で飛距離が伸びていく（下記の各種波動拳も同様）。
さらに、さくらの「波動拳」には多数のバリエーションが存在する。
天仰波動拳〔てんぎょうはどうけん〕
「波動拳」を斜め上に向かって放つ技。
初使用は『マーヴル・スーパーヒーローズ VS. ストリートファイター』（以下『MVS』と表記）だが、この時点では単に「波動拳」としか呼ばれておらず、通常の前に飛ぶ「波動拳」は使用することができなかった（後述の日焼けしたさくらは使用できる）。『MARVEL VS. CAPCOM 2 NEW AGE OF HEROES』（以下『MVC2』と表記）でも同様の名前・性能である。
『ストV』ではVトリガー[I]発動中は波動拳と同様の性能に強化される。
正式名称がついたのは『私立ジャスティス学園』からで、後に『ハイパーZERO』の赤S-ISMでもこの名前で使用する。これらの作品では通常の「波動拳」と併用できる。
蒼空波動拳〔そうくうはどうけん〕
空中から前方斜め下に「波動拳」を飛ばす。豪鬼の「斬空波動拳」と同じタイプの技。初使用と名前の変遷は「天仰波動拳」と同様。
『NAMCO x CAPCOM』では反撃用の技だが、味方ユニットにおいては唯一ダメージを受ける防御カウンター技で、囮として攻撃を受けたかりんの肩を踏み台としてジャンプし、空中から相手に向けて「波動拳」を放つ。
波動掌〔はどうしょう〕
「波動拳」と同様の構えで、気を弾にして飛ばすのではなく、気を前に放出して攻撃する。『CAPCOM VS. SNK』（以下『CVS』）シリーズの初代および『PRO』のノーマル版と『CVS2』で使用。
後に『ウルIV』のオメガエディションでも使用。弱中強で1、2、3ヒットになり、EX版は波動を纏った正拳突きを繰り出す。
萌芽掌〔ほうがしょう〕
両掌の向きを揃えて繰り出す「波動掌」。『ストV』のVトリガー[I]発動中に使用できる必殺技。ダメージは少ないが空中の相手にヒットさせると追撃ができ、Vトリガーを消費しない特徴がある。
咲桜拳〔しょうおうけん〕
「昇龍拳」に相当する技で、走りこんで拳を突き上げるポーズで空中へ舞い上がる。弱、中、強で助走距離と空中へ舞い上がる軌道と連続ヒット数が変わる。強の時は大きく前進した後ジャンプアッパーを放つ。出始めに無敵時間がないので対空迎撃技として使う場合は早めに出しておく必要がある。相手に向かって突進し、多段ヒットしてから上昇するため、連続技用として優れる。
『ストIV』以降のEX版は2連続で繰り出す「乱れ桜」になる。
『ストV』のVトリガー[II]発動中も2連続で繰り出す技に強化されるが、通常とは逆の腕で繰り出し2回目の咲桜拳は錐揉み回転しながら上昇する。
『MVC』シリーズではコマンドが異なりリュウの「波動拳」と同じコマンドになり、飛び道具を相殺する衝撃波を纏いながら突進する技となっている。ヒットしなかった場合はダッシュを止めて技を中断するため飛び上がらない。こちらは空中でも使用可能。
以下は「咲桜拳」と同様の形態を持つ必殺技である。
紅桜拳〔こうおうけん〕
「咲桜拳」同様に相手に向かって前進して多段ヒットするが、最後が飛び上がらずに単なるアッパーになっている。初代『CVS』および『PRO』のノーマル版で使用。
咲桜傘〔しょうおうさん〕
『ポケットファイター』のレベルアップ対応必殺技（黄）。傘を突き出しながら繰り出す「咲桜拳」で、技後の降下中に傘が開く。レベルアップするたびに威力とヒット数が上がるが、動作や隙も大きくなる。
春風脚〔しゅんぷうきゃく〕
「竜巻旋風脚」に相当する。出始めに無敵時間はない。放物線を描くように飛び上がり、横回転しながら蹴りを繰り出す。すぐに着地してしまう分、「竜巻旋風脚」ほど飛距離は長くないものの隙は少なめ。弱、中、強では跳ぶ距離と軌道が変化する。
『ストIV』のEX版は最後に蹴り上げ「さくら落とし」や「真空波動拳」で追撃ができる。
『ストV』のEX版は、最後に「春風連脚」を繰り出す。またVトリガー[II]発動中は弱攻撃から繋がるほど発生が早くなり、最後に蹴り上げるため特定の必殺技で追撃ができる。
『ZERO2』と『ZERO2 ALPHA』以外の作品では空中でも出すことが可能。
春風連脚〔しゅんぷうれんきゃく〕
「春風脚」の後に、追加入力をすることで着地後に蹴りを出す。厳密には「春風脚」の部分も含めて、この技名になっている。初代『CVS』および『PRO』のノーマル版と『CVS2』で使用。『ウルIV』のオメガエディションでは弱とEX版以外の「春風脚」の後に足刀蹴りを放つ。
さくら落とし〔さくらおとし〕
さくらのオリジナル技で、『ZERO2 ALPHA』以降から登場。前方に飛び込んだ後、追加入力をすることでダブルチョップを最大三連続で出す。また、飛び道具を跳び箱のように飛び越すこともできる。初出の『ZERO2 ALPHA』以降は、追加入力を出さずに着地すると地面を滑ってしまい、隙が大きくなる。
『私立ジャスティス学園』では、空中から両手で相手を打ち落とす同名の特殊技が存在する。
桜華脚〔おうかきゃく〕
こちらもオリジナル技で、『CVS』以降から追加された、空中からの急降下蹴り。形態としては豪鬼の「天魔空刃脚」とほぼ同じ。モーションは初代『CVS』および『PRO』、ではそれまでのジャンプ強キックのものが流用されていたが、『CVS2』以降は新たなものに変更された。『ウルIV』オメガエディションでも垂直ジャンプ強キックが流用されているが、EX版は片足で降下してから両脚になる2段技となっている。
『ストV』ではVスキルの一つとして使用する。
あはは
先述した通り、さくらの挑発は相手に向かって指を差して笑うものだが、この指先にわずかながら攻撃判定がある。この技名で『ストEX』シリーズでは必殺技になっている。作品によっては「クスクス」と笑ったり、「へーんなの」と相手をからかったりする。『私立ジャスティス学園』では挑発に攻撃判定がないが、ゲームシステム上、挑発には動作中は熱血ゲージが増加するという効果がある。
春火襲倒〔しゅんかしゅうとう〕
『ポケットファイター』のレベルアップ対応必殺技（青）。手足をジタバタさせながら相手に突進する。
阿修羅閃空〔あしゅらせんくう〕
豪鬼の持つ技と同様、分身を残しながら無敵状態で前後に滑る移動技。元々は後述の日焼けしたさくらが使用していたものだが、通常のさくらも『ハイパーZERO』の赤S-ISMでのみ使用できる。こちらは豪鬼のものとほぼ同性能。
桜吹雪〔さくらふぶき〕
『ウルIV』のオメガエディションにて実装。暗転後に様々な動作を組み合わせた連続攻撃を行う。スーパーコンボゲージを1/2から最大まで使用する。
どのレベルでもしゃがみ中キック→近距離立ち強キック→弱春風脚までは同じで、その後は以下の技になる。
1/2では、咲桜拳→ジャンプ強パンチ
3/4で、咲桜拳→波動拳→空中春風脚
MAXで、乱れ桜（Lv.3仕様）→桜華脚→振り子アッパー→タメ波動拳
最初の3ヒットがガードされた際は、入力無しではそのまま終わり、パンチボタンを押していると3連続の波動拳で相手との距離を置き、キックボタンでフラワーキック→近距離中キック→しゃがみ強キックで相手のガードを崩す。

### スーパーコンボなど
真空波動拳〔しんくうはどうけん〕
「波動拳」数発分を一度に出すスーパーコンボ。ただしリュウとは異なり、飛距離が遠くなるにつれて威力は下がってしまう。『ZERO2』では、どのレベルでも射程距離は変わらない。
『MARVEL VS.』シリーズでは斜め上に向かって大きな「波動拳」を数発乱れ打つ。『スパIV』ではウルトラコンボ(2)として実装。こちらは飛距離によって威力が下がることはない。
以下は「真空波動拳」と同様の形態の技である。
真空天仰波動拳〔しんくうてんぎょうはどうけん〕
斜め上に向けて「真空波動拳」を放つ。『私立ジャスティス学園』で使用。また『スパIV』ではウルトラコンボ(2')として実装。
真空蒼空波動拳〔しんくうそうくうはどうけん〕
空中から斜め下に向けて「真空波動拳」を放つ。形態としては豪鬼の「天魔豪斬空」とほぼ同じ。『私立ジャスティス学園』で使用。
熱血波動拳〔ねっけつはどうけん〕
『ストリートファイターEX3』（以下『ストEX3』）のメテオコンボ。弾速が非常に速く、体力を半分奪う超強力な「波動拳」を放つ。
乱れ桜〔みだれざくら〕
「咲桜拳」を連続で出すスーパーコンボ。ケンの「昇龍裂破」に相当。『ZERO2』ではレベル1、2の時に2回。レベル3の時に3回出す。連続ヒット能力があるため相手が空中でヒットした場合にも連続ヒットする。『ZERO3』ではX-ISM対応のスーパーコンボとして使用。
『MARVEL VS.』シリーズでは技の内容が全く異なり、ダッシュで突進して相手をロックした後に通常技を乱れ打ち、「咲桜拳」でフィニッシュする。初段の突進がガードされるとそのまま跳ね返り、乱れ打ちが発動しない。
乱れ春雨〔みだれはるさめ〕
『ポケットファイター』のマイティコンボ。傘を使った「咲桜傘」を連続で放つ。
春一番〔はるいちばん〕
「春風脚」のように回転しながら地面を這う足払いを連続で出して、最後に中段蹴りで相手を吹き飛ばすスーパーコンボ。『ストIV』でもスーパーコンボとして使用。
『MARVEL VS.』シリーズでは技の内容が全く異なり、「春風脚」を繰り出しながら垂直に舞い上がって最後に空中で連続攻撃を決めて叩き落す技になっている。
春一旋〔はるいっせん〕
「春一番」とほぼ同様だが、最後が横蹴りではなく上段蹴りになっている。初代『CVS』および『PRO』のノーマル版で使用。
春爛漫〔はるらんまん〕
『ポケットファイター』のマイティコンボおよび『ストIV』のウルトラコンボ(1)および『ストクロ』のスーパーアーツ。ただし、技の内容はそれぞれ異なる。
『ポケットファイター』
さくらの掛け声とともに、画面外からビキニパンツのみを着用した謎のマッチョマン2人組が現れ前方に突進。相手を捕まえて、そのまま走り去った後、画面外で袋叩きにしてダメージを与える。技の形態はフェリシアの「プリーズヘルプミー」に近い。
画面外でどのような攻撃が行われているのかは不明だが、食らった相手は男女関係なく恍惚の表情を見せるのが特徴。
『ストIV』
「春一旋」で相手を打ち上げた後に自身も跳び上がり、馬跳びパンチ（ジャンプ強パンチ）で叩き落とし、そのまま踏みつける。
『ストクロ』
『ストIV』のものとほぼ同じで、最後の踏みつけが無い。
春獄殺〔しゅんごくさつ〕
『ストリートファイターEX plus α』（以下『EX plus α』）で初登場。前方に走って相手を掴んだ後、一瞬で無数の打撃を叩き込む移動投げ技。豪鬼の持つ「瞬獄殺」と同様の技。初登場の『EX plus α』ではゲージ1つのみで使用できるが威力は低めで、攻撃終了後は桜の花びらが舞う。
後に、後述する『MARVEL VS.』シリーズの「日焼けしたさくら」も使用した。また、『頂上決戦 最強ファイターズ SNK VS. CAPCOM』の隠し必殺技、『ハイパーZERO』の赤S-ISMでも、通常のさくらがこの技を使用する。これらの作品ではゲージを全て消費する。
『私立ジャスティス学園』では「愛と友情のツープラトン」に設定されており、こちらはプレイヤーキャラクターが相手を羽交い絞めにした後、パートナーのさくらが「春獄殺」を放つ。
元気一番〔げんきいちばん〕
『ストEX3』の隠しメテオコンボ。前進して相手に近付き挑発「あはは」を行う。指先はガード不能かつ大ダメージを与える。前進中は飛び道具に対してのみ無敵である。
日焼けさくら変身〔ひやけさくらへんしん〕
『MVC2』のハイパーコンボ。3ゲージを消費して、後述の「日焼けしたさくら」に変身する。また、日焼けした状態で同じコマンドを入力すると、3ゲージ消費して通常の「さくら」に戻る。
メテオタッグコンボ・さくら&リュウ
『ストEX3』でリュウがパートナーの時に発動可能なメテオタッグコンボ（個別の技名はない）。さくらが「春獄殺」のように相手に近付いて掴む移動投げ。さくらが相手を羽交い締めでロックした状態でリュウが打撃を連発した後に、挟み撃ちした敵めがけて互いに「真空波動拳」を放つ。
桜の雨〔さくらのあめ〕
『ストV』のクリティカルアーツ。気を溜め巨大な「波動拳」を繰り出し相手を怯ませると真横に飛ぶ「春風脚」で追撃し、桃色の気跡を纏った「咲桜拳」を打ち込む。相手を吹き飛ばすと桃色の気跡が散り、桜の雨が舞う。
遠距離の場合は6ヒットの「真空波動拳」となり、放った後にぐったりと肩を落とす。

## 日焼けしたさくら
『MVS』には「日焼けしたさくら」が登場する。通称「日焼けさくら」で、北米版やPS版『EXエディション』では「DARK SAKURA（ダークさくら）」と呼ばれている。見た目と技の性質が豪鬼に近いものへと変化している。『MVC2』ではハイパーコンボゲージを消費して任意に「日焼けしたさくら」に変身することができる。
勝利後の台詞が若干物騒になっているが、劇的な変化は見られない。
『MVS』のCPU戦では条件を満たすと豪鬼とのタッグで乱入してくる。
『ストV』の公式サイト「シャドルー格闘家研究所」の「キャラ図鑑」にて個人プロフィールが明かされており、夏休みの間にリュウと南国のビーチで修行しているうちに日焼けしたとされる。

### 技の解説（日焼けしたさくら）
通常のさくらにない技、ならびに通常と性能が違う技のみ解説する。

#### 必殺技（日焼けしたさくら）
波動拳
『MARVEL VS.』シリーズのさくらの「波動拳」は斜め上に飛ぶが、日焼けしたさくらの「波動拳」は前に飛ぶ。同作に登場するノーマル版さくらとは違い、こちらは従来シリーズの「波動拳」のコマンドと同じである。また、強で出した場合は途中で消えることがない。
咲桜拳
『MARVEL VS.』シリーズのさくらの「咲桜拳」は前方にバリアが付いているが、日焼けしたさくらの地上版には付いておらず、相手に当たらなかった場合も飛び上がるようになっている（一方で空中版の仕様はさくらと同じ）。こちらも従来シリーズの「咲桜拳」のコマンドに変わっている。
阿修羅閃空
豪鬼の持つ技と同様、分身を残しながら無敵状態で前後に滑る移動技。ただし、『MARVEL VS.』シリーズの日焼けさくらのものは技後の硬直時間が存在しない（隙が全くない）ため、終わり際に技を重ねられてもガードが間に合う。

#### ハイパーコンボ
真空波動拳
これも通常のさくらとは異なり、リュウの「真空波動拳」と同様に前方へビーム状に放つ（ただし、空中では撃てない）。
乱れ桜
通常のさくらとほぼ同じ性能だがコマンドは変更されており、威力が大幅に上がっている。
春獄殺
豪鬼の持つ「瞬獄殺」と同様の技。動作や性能は豪鬼とほぼ同じ。
元々は前述の通り『EX plus α』の通常のさくらが使用したものが初登場。

## 主な登場作品
- ストリートファイターZEROシリーズ（『ZERO2』から登場）
- ストリートファイターEXシリーズ（『EX plus α』から登場）
  - ストリートファイターEX plus α
  - ストリートファイターEX3
- VS.シリーズ
  - マーヴル・スーパーヒーローズ VS. ストリートファイター
  - MARVEL VS. CAPCOM 2 NEW AGE OF HEROES
  - SNK VS. CAPCOM 激突カードファイターズ全シリーズ（カードゲーム 『トレーディングカードゲーム』版も含む）
  - 頂上決戦 最強ファイターズ SNK VS. CAPCOM
  - CAPCOM VS. SNK
  - CAPCOM VS. SNK PRO
  - CAPCOM VS. SNK 2
- 私立ジャスティス学園
- スーパーパズルファイターIIX（落ち物パズルゲーム）
- ポケットファイター
- CAPCOM FIGHTING Jam
- NAMCO x CAPCOM（シミュレーションゲーム）
- ストリートファイターIVシリーズ（初代は家庭用のみ）
- ストリートファイター X 鉄拳（PS Vita版/DLC追加キャラクター）
- 鬼武者Soul
- ストリートファイターV
- TEPPEN - カプコンとガンホー・オンライン・エンターテイメントが共同開発したスマートフォン向けゲームアプリ。カプコンの各キャラクターが異世界で戦うという設定で、ゲーム中のカードとして登場する[26]。

## その他
- 企画の船水紀孝が、あきまんに新キャラクターの製作を依頼したところ、「何やってもいい」という約束を取り付けた結果、上がってきたキャラクターである。後の1997年に発行された『ゲーム批評』のインタビューでは、当時常務だった岡本吉起が「ファンに媚び過ぎていた」「これ以上波動昇龍を増やすのも」などとコメントした。さくらを出したことに対してかっこ悪いと述べており、『セーラームーン』とコギャルが流行っていたこともあり、本来は没キャラクターであったが岡本と船水の両名が押してゲームキャラクターになったとのことである。また、このキャラクターを好きになったファンになってくれた人が多くて嬉しかったが、結果は良くてもこのキャラクターを出し、媚びた自分たちが許せなかったと語っていた[27]。
- 船水紀孝はさくらについて、「『ストII』シリーズにも『ストIII』シリーズにも入れられないが、『ZERO』だったら入れられるキャラ」とも評している[28]。
- あきまんは「当時は『ZERO』の方向性が気に入らなくて、中途半端にするより『女子高生』という突き抜けたキャラを入れることで『ストII』と明確に差別化できると思い作った。ドット担当が上手かったのと、ベンガス君のイラスト、中平先生のマンガの思わぬメディアミックスの全体的な盛り上げで良いキャラクターになった」と語っている[29]。
- さくらが通っている高校の詳細は『ストリートファイター』シリーズ本編では明示されたことはないが、設定上では「世田谷区にある某都立共学高校」[30]であり、『ZERO』シリーズの企画を担当した村田治生もインタビューで共学の学校だと述べている[31]。ゲスト出演した『私立ジャスティス学園』や『NAMCO x CAPCOM』などでは校名が「玉川南高校（たまがわみなみこうこう）」となっており、『ストリートファイターEX plusα』では高校の校舎を背景とした場所がさくらの専用ステージとなり、『ストリートファイター X 鉄拳』のさくらの称号のひとつに「玉川南高校生」というものがある[32]。また、漫画『さくらがんばる!』では普通の男女共学校のように描写されている。
- 『マーヴル・スーパーヒーローズ VS. ストリートファイター』のエンディングでは、結婚して家庭を持った将来のさくらの様子が描かれ、さくらの息子も登場している。この息子が手にしている写真にはアポカリプスを倒した時のさくらが写っている。このエンディングは『ストII』シリーズでのダルシムのエンディングをパロディ化したような内容になっている[33]。
- 家庭用『スーパーパズルファイターIIX』には、「ストリートパズルモード」の隠し要素の1つとしてさくら（笹本優子）が歌うテーマソング「この思いを伝えたい」が収録されている。これは『ZERO2』でのさくらステージのBGMをアレンジして歌をつけたもの。この曲は、『ストリートファイターZERO ファイターズ ジェネレーション』にも再録されている。
- 『ブレス オブ ファイアIII』では観客としてゲスト出演。漢羅強烈大武会という大会の決勝戦で、主人公リュウがガーランドと対決する際、一瞬だけ観客席にその姿を見ることができる。
- フジテレビジョンの『第34回新春かくし芸大会』（1997年）内の出し物「ストリートファイター 炎の戦い」では矢部美穂がさくらに扮していた。
- 『NAMCO x CAPCOM』では神月かりんとのペアユニットで登場。かりんと息を合わせて強力な合体攻撃を行える。また、戦闘後にダンの真似をしてかりんから呆れられたり、安駄婆から何かしてもらえると聞いて「超必殺技伝授」かと口走ったりもしている。
- 家庭用『ストIV』のCMには高良光莉がさくらを演じている。
- 実写映画『ストリートファイター ザ・レジェンド・オブ・チュンリー』の本編終了後に、スタジオ4℃製作、森本晃司・総監修の、さくらが主人公のショートストーリーアニメが放映された。このアニメは『ストIV』公式サイトの「スペシャルトレーラー」のページで見ることができた。
- 『ガンスリンガー ストラトス2』では、綾小路咲良のコスチュームとしてさくらの衣装が登場する。
- 2017年10月に11ヶ国を対象として行われた『ストリートファイター』シリーズの「第1回 キャラクター人気投票」では1位にランクイン[34]。

## 漫画
中平正彦著。元は『コミックゲーメスト』（新声社）連載作品で、後に単行本が発売された。

## 担当声優
- 笹本優子（以下を除く各種ゲーム、『ストリートファイターZERO3 ドラマアルバム』）
- 福圓美里（『ストIV』シリーズ、『ストクロ』、『鬼武者Soul』、『ストV』）
- 大沢千秋（OVA『ストリートファイターZERO - THE ANIMATION -』）
- 川崎真央（OVA『ストリートファイターALPHAジェネレーション』）
- 久川綾（ドラマCD『ストリートファイターZERO2外伝』）
- ブリトニー・リー・ハーヴィー（『ストIV』シリーズ、『ストクロ』、『ストV』の英語ボイス）